# SMS Von der Tann
SMS Von der Tann – niemiecki krążownik liniowy (według oryginalnej nomenklatury wielki krążownik, niem.: Großer Kreuzer) z okresu I wojny światowej, pierwszy okręt tej klasy w Kaiserliche Marine.
Skonstruowany w odpowiedzi na budowę w stoczniach brytyjskich trzech jednostek typu Invincible, był od nich nieco słabiej uzbrojony, dysponował za to znacznie lepszym opancerzeniem i większą prędkością maksymalną. Zwodowany w 1909 roku, rok później wszedł w skład cesarskiej floty. Podczas działań wojennych uczestniczył w większości akcji Hochseeflotte na Morzu Północnym, przez krótki czas operował również na Bałtyku. Największym starciem z jego udziałem była bitwa jutlandzka 31 maja i 1 czerwca 1916 roku. Już w jej pierwszych minutach artylerzyści „Von der Tanna” odnieśli olbrzymi sukces, zatapiając po krótkim pojedynku brytyjski krążownik liniowy „Indefatigable”.
W listopadzie 1918 roku, na mocy rozejmu w Compiègne, „Von der Tann” został wraz z większością okrętów Hochseeflotte internowany w Scapa Flow. 21 czerwca 1919 roku jego załoga dokonała samozatopienia dla uniknięcia przejęcia jednostki przez zwycięskich aliantów. Wrak wydobyto w 1930 roku i w następnych latach złomowano w Rosyth.

## Projektowanie i budowa
W 1906 roku nastąpił znaczący przełom w budownictwie okrętów wojennych: do służby w Royal Navy wszedł nowatorski pancernik „Dreadnought”. W tym samym roku z inicjatywy pierwszego lorda morskiego brytyjskiej Admiralicji, admirała Johna Fishera, położono stępki pod pierwsze trzy jednostki nowej klasy okrętów: krążowników liniowych (do końca 1912 roku klasyfikowanych oficjalnie jako wielkie krążowniki pancerne), łączących silne uzbrojenie z dużą prędkością maksymalną, kosztem znacznego osłabienia pancerza. Budowę i charakterystyki krążowników liniowych typu Invincible otoczono ścisłą tajemnicą, dlatego fakt ich znacznej przewagi nad wcześniejszymi krążownikami pancernymi poznano w pełni dopiero po ich wejściu do służby w 1908 roku. Dla dowództwa Kaiserliche Marine jasnym się stało, że budowany od 1907 roku „Blücher”, uzbrojony w działa kal. 210 mm, nie jest równorzędnym przeciwnikiem dla nowych brytyjskich okrętów. Dlatego postanowiło ono jak najszybciej pozyskać podobny do brytyjskich okręt. Plany te zyskały poparcie admirała Alfreda von Tirpitza. Projekt nowej jednostki został opracowany pomiędzy sierpniem 1906 a czerwcem 1907 roku w departamencie konstrukcyjnym (Konstruktiondepartement) niemieckiego ministerstwa marynarki, dowodzonym przez wiceadmirała Rudolfa von Eickstedta, pod kierunkiem Marine-Oberbauarta Konowa.
Niemiecka koncepcja użycia okrętów nowej klasy była odmienna od brytyjskiej. Zakładała ona głównie działania na ograniczonym akwenie Morza Północnego, w niewielkiej odległości od baz własnych i potencjalnego przeciwnika. Większą uwagę postanowiono zwrócić na odporność okrętu, wyrażoną grubością pancerza i dobrze rozplanowanym podziałem wewnętrznym kadłuba, mniejszą wagę przywiązywano do wysokiej prędkości maksymalnej. W efekcie powstały okręt był bardziej zbliżony konstrukcyjnie do szybkiego pancernika, niż swych brytyjskich odpowiedników.
Zamówienie na budowę, finansowaną z budżetu na lata 1907–1908 złożono 26 września 1907 roku w stoczni koncernu Blohm & Voss w Hamburgu. Stępkę pod krążownik nazwany tymczasowo „F” (numer budowy 198) położono, według różnych źródeł, 21 lub 25 marca 1908 roku. Podobnie jak budowane wcześniej niemieckie krążowniki pancerne, był on formalnie klasyfikowany jako wielki krążownik (Großer Kreuzer). Pozwalało to, pomimo charakterystyk okrętu zbliżonych do klasycznych drednotów, na uniknięcie politycznych oskarżeń o kontynuowanie wyścigu zbrojeń morskich z Royal Navy w obliczu ograniczeń budżetowych. Jednak równocześnie ograniczenia te miały spory wpływ na ostateczną konstrukcję krążownika. Przede wszystkim wymusiły wybór mniejszego kalibru dział artylerii głównej: 280 mm zamiast planowanych początkowo 305 lub 343 mm. Kadłub krążownika „F” zwodowano 20 marca 1909 roku, nadając mu imię „Von der Tann”, na cześć Ludwiga von der Tanna, bawarskiego generała, dowódcy korpusu ochotniczego w wojnie o Szlezwik w latach 1848−1851. Aktu nadania imienia dokonał bratanek patrona. Ostatecznie gotowy okręt został przejęty przez Kaiserliche Marine 1 września 1910 roku i rozpoczął próby morskie. Koszt budowy wyniósł nieco ponad 36,5 miliona marek w złocie. „Von der Tann” był pierwszym dużym niemieckim okrętem wojennym wyposażonym w napęd turbinowy.

## Opis konstrukcji

### Charakterystyka ogólna

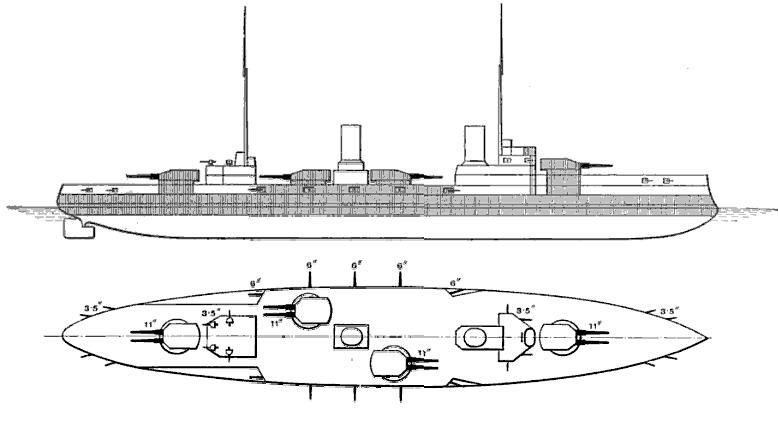
Uproszczone rzuty boczny i górny krążownika liniowego „Von der Tann” z Brassey's Naval Annual 1913

Konstrukcja kadłuba nowego niemieckiego krążownika liniowego oparta była na mieszanym, wzdłużno-poprzecznym układzie wiązań i podzielona grodziami na 15 przedziałów wodoszczelnych. Podwójne dno obejmowało 75% długości okrętu. „Von der Tann” miał długość całkowitą 171,7 m (171,5 m między pionami oraz na konstrukcyjnej linii wodnej) i szerokość maksymalną 26,6 m (27,17 m z wytykami sieci przeciwtorpedowych). Projektowana wyporność konstrukcyjna miała wynosić 19 370 ton, pełna zaś 21 300 ton metrycznych (część źródeł podaje nieco odmienne wartości wyporności okrętu). Zanurzenie przy pełnym obciążeniu wynosiło 8,91 m na dziobie i 9,17 m na rufie okrętu, wysokość burty na śródokręciu 13,28 m (8,1 m ponad konstrukcyjną linią wodną przy wyporności normalnej). Wyższy o jeden poziom pokład dziobowy ciągnął się do przedniego masztu. Przy projektowaniu planowano wyposażyć jednostkę w maszty ażurowe, zbliżone do stosowanych na okrętach amerykańskich, jednak ostatecznie zdecydowano się na tradycyjne maszty palowe. Krążownik został wyposażony w zbiorniki przeciwprzechyłowe systemu Frahma, które jednak z uwagi na ich niską efektywność nie były używane, a ich przestrzeń wykorzystywano jako dodatkowy bunkier na 200 ton węgla.
Załoga „Von der Tanna” w okresie przed wybuchem wojny liczyła 41 oficerów oraz 882 podoficerów i marynarzy, w przypadku pełnienia funkcji jednostki flagowej wzrastała do 998 osób, a podczas bitwy jutlandzkiej wynosiła 1174 oficerów, podoficerów i marynarzy. Pomieszczenia załogi były podzielone: kabiny oficerskie znajdowały się w nadbudówce dziobowej, pozostała część załogi zajmowała wieloosobowe kajuty na rufie. Ten układ był nietypowy dla niemieckich okrętów tej wielkości i powtarzał schemat brytyjski, zastosowany np. na pancerniku „Dreadnought”. Okręt dysponował zestawem 10 łodzi ratunkowych i roboczych różnej wielkości.

### Urządzenia napędowe
Napęd krążownika stanowiły dwa zespoły turbin parowych systemu Parsonsa, każdy składający się z turbiny wysokiego i niskiego ciśnienia, turbiny marszowej oraz turbiny biegu wstecznego, o łącznej projektowanej mocy na wałach wynoszącej 42 000 KM, rozmieszczone w trzech pomieszczeniach maszynowni. Napędzały one za pośrednictwem wałów napędowych cztery śruby o średnicy 3,6 m, przy czym oba wały jednej burty były napędzane przez ten sam zespół, wał wewnętrzny przez turbinę niskiego, zewnętrzny wysokiego ciśnienia. „Von der Tann” był pierwszym dużym niemieckim okrętem, napędzanym turbinami parowymi oraz pierwszym, na którym zastosowano czterośrubowy układ napędowy. Turbiny, których produkcja była jeszcze wówczas nowością dla niemieckiego przemysłu, sprawiały pewne kłopoty eksploatacyjne: ich łopatki miały tendencję do urywania się, co powodowało uszkodzenia konstrukcji i konieczność częstych pobytów w stoczni remontowej.
Parę do turbin dostarczało 18 kotłów typu Schulz-Thornycroft o ciśnieniu roboczym 16 atmosfer, opalanych węglem, rozmieszczonych w dziesięciu kotłowniach. W porównaniu z kotłami instalowanymi równolegle na jednostkach brytyjskich, odznaczały się one lepszymi własnościami pracy z przeforsowaniem. Pod koniec 1916 roku w paleniskach zainstalowano dodatkowo system rozpylaczy paliwa płynnego, co ułatwiało rozpalanie ognia i przyspieszało osiąganie przez okręt gotowości bojowej. Normalny zapas węgla wynosił 1000 ton, maksymalny 2600 ton, co pozwalało przepłynąć 4400 mil morskich przy prędkości ekonomicznej 14 węzłów. Po montażu wtryskiwaczy zapas paliwa powiększył się o 200 ton ropy.
Projektowana prędkość maksymalna, wynosząca 24,8 węzła (według innego źródła 24,75 węzła przy mocy nominalnej 43 600 KM), została znacznie przekroczona podczas prób morskich. Z przeforsowaniem maszynowni, przy mocy wynoszącej 79 007 KM i 324 obrotach śrub na minutę, „Von der Tann” osiągnął 27,4 węzła. Krążownik posiadał dwa równoległe stery (odróżniało go to od wszystkich później zbudowanych niemieckich krążowników liniowych, mających stery w układzie tandem, jeden za drugim), nadające mu dobrą manewrowość przy małych prędkościach, przy płynięciu z dużą prędkością powodujące jednak znaczne (do 60%) zwalnianie jednostki przy pełnym wychyleniu na burtę.
Okręt był zasilany w energię elektryczną o napięciu 225V przez sześć turbogeneratorów parowych o łącznej mocy 1200 kW.

### Uzbrojenie
Podstawowe uzbrojenie artyleryjskie „Von der Tanna” stanowiło osiem dział 28 cm SK L/45, kalibru 280 mm, i długości lufy równej 45 kalibrom, umieszczonych w czterech opancerzonych wieżach: jednej na dziobie, jednej na rufie i dwóch diagonalnie na śródokręciu, z teoretyczną możliwością strzelania na przeciwległą burtę w zakresie 125° (powodowało to jednak ryzyko uszkodzeń pokładu i wyposażenia od podmuchu dział). Zapas amunicji wynosił 165 jednostek na wieżę, łącznie 660 sztuk. Użyte działa o długości lufy 45 kalibrów były identyczne z zastosowanymi na drednotach typu Nassau, z elektrycznym mechanizmem obrotu wieży i hydraulicznym podniesienia dział. Minimalny kąt podniesienia wynosił -8°, maksymalny 20°, co pozwalało uzyskać donośność rzędu 18 900 m. Pocisk przeciwpancerny o masie 302 kg był wystrzeliwany z prędkością początkową 875 m/s. Szybkostrzelność sięgała maksymalnie trzech wystrzałów na minutę. Osie luf dział wieży dziobowej znajdowały się 9,9 m ponad konstrukcyjną linią wodną, dla pozostałych wież wysokość ta wynosiła 7,7 m. Centralne przyrządy kierowania ogniem dla artylerii głównego i średniego kalibru, opierające się na danych pozyskiwanych z dalmierzy produkcji Zeissa, zostały zainstalowane na okręcie w 1915 roku.
Artyleria średniego kalibru składała się z dziesięciu dział 15 cm SK L/45, kalibru 150 mm i długości lufy równej 45 kalibrom, umieszczonych w kazamatach na burtach okrętu, na śródokręciu z zapasem amunicji po 150 jednostek na lufę. Mogły one wystrzeliwać pociski przeciwpancerne i burzące o masie 45,3 kg na odległość 13 500 m. Dla zwalczania zagrożenia ze strony niszczycieli i torpedowców krążownik otrzymał początkowo 16 dział 8,8 cm SK L/45, kalibru 88 mm, o szybkostrzelności 15 strzałów na minutę i donośności 9 kg pocisku wynoszącej 10 694 m, z łącznym zapasem 3200 jednostek amunicji. Umieszczono je po cztery w kazamatach na dziobie i rufie, cztery w kazamatach nadbudówki dziobowej i cztery na dachu nadbudówki rufowej. Były one w trakcie służby sukcesywnie demontowane i zastępowane uzbrojeniem przeciwlotniczym.
„Von der Tann” posiadał również cztery podwodne wyrzutnie torpedowe kalibru 450 mm (niektóre źródła podają kaliber 500 mm), z zapasem 11 torped. Znajdowały się one po jednej na dziobie, rufie (po lewej stronie urządzenia sterowego) i na obydwu burtach, prostopadle do osi podłużnej kadłuba. Był to klasyczny dla niemieckich krążowników liniowych układ, stosowany później na wszystkich jednostkach tej klasy. Stosowane torpedy miały głowicę bojową o masie 110 kg i zasięg 2000 m przy prędkości 32 węzłów lub 1500 m przy 36 węzłach.

### Opancerzenie
W odróżnieniu od swych brytyjskich odpowiedników, niemieccy konstruktorzy zwrócili większą uwagę na ochronę pancerną projektowanych krążowników liniowych. W przypadku „Von der Tanna” całkowity ciężar opancerzenia stanowił 1/3 wyporności okrętu. Jego podstawową częścią był burtowy pas pancerny, o grubości maksymalnej 250 mm na linii wodnej w centralnej części okrętu (pomiędzy barbetami wież dziobowej i rufowej), 225 mm powyżej i 150 mm poniżej, zmniejszającej się w kierunku dziobu i rufy odpowiednio do 80–120 mm i 100 mm (końcowy odcinek rufy powyżej pokładu głównego nie był chroniony pancerzem), położony na podkładzie z drewna tekowego grubości 50 mm. Tworzył on pancerną cytadelę, sięgającą w górę do pokładu głównego, chroniącą najważniejsze mechanizmy okrętowe. Była ona zamknięta poprzecznymi grodziami pancernymi grubości 120, 140 i 170 mm, wzdłużne grodzie przeciwtorpedowe miały grubość 25 mm na całej długości kadłuba.
Opancerzenie poziome tworzyły dwa pokłady pancerne: górny i główny, każdy o grubości 25 mm, połączony z pancerzem burtowym skosami grubości do 50 mm. W zamyśle konstruktorów górny pokład miał powodować rozrywanie się pocisków, a dolny wychwytywać ich odłamki. Wieże artylerii głównej były chronione płytami pancernymi grubości 230 mm od frontu, 180 mm z boków i 60 do 90 mm od góry, barbety o wewnętrznej średnicy 8,1 m miały grubość do 230 mm. Kazamaty artyleryjskie chronione były płytami pancernymi o grubości 150 mm. Główne dziobowe stanowisko dowodzenia miało pancerz grubości od 200 do 250 mm, zapasowe rufowe od 50 do 200 mm. Całość wykonana była ze stali Kruppa.
Krążownik posiadał po wejściu do służby sieci przeciwtorpedowe, zdemontowane jako nieskuteczne w 1916 roku.

### Modernizacje
„Von der Tann” nie przechodził podczas swej służby w Kaiserliche Marine poważniejszych modernizacji. W 1915 roku zwiększono maksymalny kąt podniesienia dział artylerii kalibrów 280 i 150 mm, co powiększyło ich zasięg odpowiednio do 20 400 i 16 800 m. W tym samym czasie na okręcie zainstalowano centralne stanowisko kierowania ogniem dla obydwu kalibrów artylerii oraz nieznacznie wzmocniono opancerzenie horyzontalne w punktach uznanych za szczególnie newralgiczne. Działa kalibru 88 mm, jako nieskuteczne, były sukcesywnie usuwane z pokładu, zaś ich stanowiska w kazamatach zaślepiane. Jako pierwsze zdemontowano, niemożliwe do użycia przy złym stanie morza, armaty z kazamat na dziobie i rufie. W ich miejsce w 1916 roku zainstalowano dwa działa przeciwlotnicze kal. 88 mm L/45.
W ostatnich miesiącach 1914 roku na masztach zainstalowano stanowiska obserwacyjne. Pod koniec 1915 roku na krążowniku przeprowadzano próby z wykorzystaniem wodnosamolotu pokładowego Friedrichshafen FF.29, co wiązało się z instalacją dźwigu do podnoszenia maszyny z powierzchni morza. Po stwierdzeniu nieskuteczności zbiorników przeciwprzechyłowych Frahma, na okręcie zabudowano stępki przeciwprzechyłowe. Jeszcze jedną zmianą był demontaż podestu kompasu z nadbudówki rufowej.

## Przebieg służby

### Przed I wojną światową

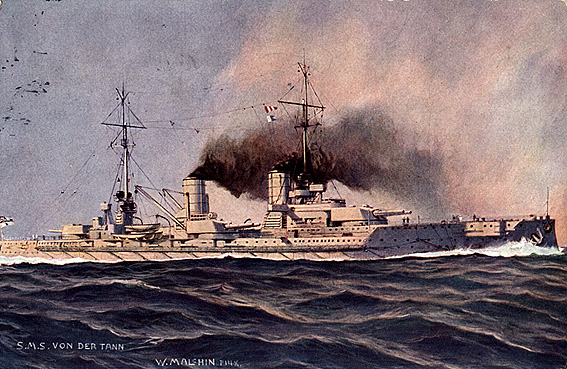
„Von der Tann” na przedwojennej ilustracji

Pierwszym dowódcą okrętu był, od października 1910 roku, Kapitän zur See (komandor) Robert Mischke. Po zakończeniu prób zdawczo-odbiorczych, 20 lutego 1911 roku „Von der Tann” wyruszył w rejs do Ameryki Południowej. W ciągu ponad dwumiesięcznej podróży krążownik zawinął do Rio de Janeiro, Puerto Militar i Bahía Blanca. W drodze powrotnej na dystansie od Teneryfy do Helgolandu (1913 mil morskich) okręt utrzymywał przeciętną prędkość 24 węzłów, co doskonale świadczyło o możliwościach jego siłowni. Do Wilhelmshaven powrócił 6 maja 1911 roku, dwa dni później został przydzielony do 1. Grupy Rozpoznawczej (niem.: 1. Aufklärungsgruppe) w składzie Hochseeflotte.
W czerwcu 1911 roku „Von der Tann”, z Kronprinzem i jego małżonką na pokładzie, wziął udział w rewii floty w Spithead, z okazji koronacji Jerzego V. Cumujący w pobliżu swego brytyjskiego odpowiednika, krążownika liniowego „Indefatigable”, niemiecki krążownik wzbudził olbrzymie zainteresowanie konstruktorów i wyższych oficerów Royal Navy. Po powrocie, 28 września 1911 roku, został okrętem flagowym ówczesnego dowódcy 1. Grupy Rozpoznawczej, wiceadmirała Gustava Bachmanna. Na krótki okres, od 13 marca do 3 kwietnia, oraz ponownie przez pięć dni września 1912 roku, podnosił na nim swą flagę drugi admirał 1. Grupy Rozpoznawczej, Franz Hipper. We wrześniu 1912 roku nastąpiła również zmiana na stanowisku dowódcy okrętu; objął je Kapitän zur See Max Hahn. Wcześniej, na przełomie czerwca i lipca, „Von der Tann” przechodził w Wilhelmshaven remont maszynowni. Gdy w lecie 1912 roku do Hochseeflotte dołączył nowy krążownik liniowy „Moltke”, przejął on rolę okrętu flagowego dowódcy 1. Grupy Rozpoznawczej. Po ustanowieniu w październiku tegoż roku funkcji trzeciego admirała sił rozpoznawczych, na „Von der Tannie” podnosili swoją flagę kolejno kontradmirałowie Felix Funke oraz, aż do likwidacji jego stanowiska w grudniu 1914 roku, Arthur Tapken.

### Pierwsze miesiące wojny
Po wybuchu I wojny światowej okręty 1. Grupy Rozpoznawczej stacjonowały w Wilhelmshaven, na kotwicowisku u ujścia rzeki Jade. Pierwszy wojenny patrol odbył „Von der Tann” 31 lipca 1914 roku. Podczas bitwy koło Helgolandu 28 sierpnia 1914 roku ciężkie okręty niemieckie nie mogły z powodu niskiego stanu wód podczas odpływu wyjść w morze, żeby wesprzeć atakowane przez jednostki Grand Fleet siły lekkie. Będący już od rana w gotowości do wyjścia w morze „Von der Tann”, mający najmniejsze zanurzenie spośród krążowników liniowych admirała Hippera, mógł opuścić ujście Jade dopiero wczesnym popołudniem, pozostałe jednostki musiały czekać jeszcze ponad godzinę. Gdy w końcu przybyły na miejsce niedawnego starcia, na wszelką kontrakcję było już za późno. Po zebraniu rozproszonych ocalałych lekkich okrętów, całość floty powróciła przed nocą na kotwicowiska.
Duże straty poniesione w bitwie koło Helgolandu spowodowały wśród niemieckich oficerów chęć rewanżu na flocie brytyjskiej. Jako cel ataku wybrano portowe miasto Great Yarmouth na wschodnim wybrzeżu Anglii. Według planu admirała Hippera niemieckie okręty miały ostrzelać cele lądowe oraz postawić miny na torze wodnym, a w przypadku kontrakcji brytyjskich krążowników liniowych zwycięzcy spod Helgolandu, wiceadmirała Davida Beatty’ego, wciągnąć je na niemieckie defensywne pola minowe i linie patrolujących U-Bootów. Wieczorem wypłynęły w morze dwie eskadry niemieckich drednotów, stanowiąc odwód na wypadek zagrożenia zespołu admirała Hippera przez okręty Royal Navy.
Po południu 2 listopada okręty admirała Hippera opuściły kotwicowisko u ujścia Jade. Zespół składał się z trzech krążowników liniowych: flagowego „Seydlitza” oraz „Moltke” i „Von der Tanna”, krążownika pancernego „Blücher” oraz czterech krążowników lekkich. Następnego dnia o 6:30 rano osiągnęły one pozycję w pobliżu wybrzeża Norfolku, patrolowaną przez dwa brytyjskie niszczyciele i stary torpedowiec „Halcyon”, przebudowany na trałowiec. Lekkie okręty zaczęły stawiać miny na zaplanowanych pozycjach, zaś pozostałe jednostki niemieckie otworzyły ogień do najbliższego celu, którym był „Halcyon”. Pomimo silnego ostrzału, nie odniósł on poważniejszych uszkodzeń, jedynie odłamki wybuchających w pobliżu pocisków raniły trzech członków załogi i zniszczyły anteny radiowe. Później niemieccy artylerzyści przenieśli ogień na Yarmouth, lecz ostrzał nie spowodował większych zniszczeń, większość pocisków wybuchła na plaży. Po zakończeniu stawiania min okręty admirała Hippera skierowały się w drogę powrotną. Z trzech brytyjskich okrętów podwodnych, które podjęły próbę ataku, jeden, D5, wszedł na jedną z postawionych min i zatonął wraz z niemal całą załogą (uratowano jedynie czterech marynarzy). Niemcy uznali akcję za swój sukces, a admirał Hipper został odznaczony Krzyżem Żelaznym.
W dniach 15–16 grudnia 1914 roku okręty 1. Grupy Rozpoznawczej w osłonie lekkich krążowników i torpedowców przeprowadziły kolejny atak na nadbrzeżne miasta wschodniej Anglii: Scarborough, Hartlepool i Whitby. Ich głównym celem było wciągnięcie do walki części jednostek Grand Fleet i wyprowadzenie ich pod ogień oczekujących w okolicy Dogger Bank głównych sił Hochseeflotte. Krążowniki admirała Hippera: flagowy „Seydlitz”, najnowszy „Derfflinger”, „Moltke”, „Von der Tann” oraz „Blücher” opuściły kotwicowisko u ujścia Jade nad ranem 15 grudnia. Po osiągnięciu 16 grudnia wybrzeży Anglii, „Derfflinger”, „Von der Tann” i krążownik lekki „Kolberg” zostały wysłane w kierunku Scarborough. „Kolberg” postawił w drodze zagrodę złożoną ze 100 min morskich wzdłuż wybrzeży Yorkshire. Krążowniki liniowe otworzyły ogień w kierunku miasta około 8:00 rano, wystrzeliwując w ciągu pół godziny ponad 300 pocisków dużego kalibru, które spowodowały śmierć 17 i ranienie 97 mieszkańców miasta oraz duże straty materialne. Następnie okręty niemieckie skierowały się w stronę rybackiego miasteczka Whitby, gdzie w ciągu około 10 minut ostrzelały posterunek straży wybrzeża i budynki miejskie, trafiając również w zabytkowe ruiny opactwa z XII wieku. W Whitby zginęły kolejne dwie osoby.
W tym samym czasie drugi zespół niemiecki ostrzelał Hartlepool. Obydwie grupy połączyły się o 9:45 i skierowały z powrotem w stronę wybrzeża Niemiec. Okręty brytyjskie, które wyszły w morze przeciwko siłom niemieckim, wykryły co prawda przeciwnika, ale błędy w dowodzeniu pozwoliły Niemcom wymknąć się z próby okrążenia. Nie zrealizowali oni jednak planu wciągnięcia Grand Fleet do bitwy; statyczna taktyka dowodzącego Hochseeflotte admirała von Ingenohla spowodowała, że jej przewaga nie została wykorzystana. Po zakończeniu akcji krążowniki admirała Hippera nie niepokojone powróciły do ujścia Jade.

### Działania do maja 1916
Jeszcze przed bombardowaniem Scarborough dowódca „Von der Tanna” przedstawił swym przełożonym raport, w którym postulował detaszowanie jego okrętu do działań wojny krążowniczej przeciwko brytyjskiej żegludze handlowej, jednak propozycja ta nie uzyskała akceptacji. 24 grudnia 1914 roku, podczas nalotu brytyjskich wodnosamolotów na Cuxhaven, krążownik liniowy wraz z innymi stacjonującymi tam okrętami opuścił kotwicowisko i wypłynął na otwarte wody celem uniknięcia zbombardowania. W gęstej mgle zderzył się z inną jednostką i odniósł nieznaczne uszkodzenia (jako pierwszy w historii okręt na skutek, choć pośredni, nalotu samolotów przeciwnika), które zmusiły dowództwo Hochseeflotte do skierowania krążownika do stoczni remontowej. W efekcie nie wziął udziału w bitwie na Dogger Bank 24 stycznia 1915 roku. Przez kilka dni, pomiędzy 28 lutego a 3 marca tegoż roku, „Von der Tann” pełnił funkcję okrętu flagowego 1. Grupy Rozpoznawczej.
W pierwszych dniach sierpnia 1915 roku trzy okręty 1. Grupy Rozpoznawczej: „Seydlitz”, „Moltke” i „Von der Tann”, wraz z grupą starszych drednotów pod dowództwem kontradmirała Hippera zostały przesunięte do działań na Bałtyku. Ich zadaniem było zniszczenie sił marynarki rosyjskiej w rejonie Zatoki Ryskiej. Krążowniki liniowe, z racji swej szybkości, miały stanowić grupę osłonową. 10 sierpnia „Von der Tann” został oddelegowany do ostrzału rosyjskich umocnień na wyspie Utö u wybrzeży fińskich. Około 6:00 rano okręt otworzył ogień najpierw do niszczycieli przeciwnika, zaangażowanych w pojedynek artyleryjski z krążownikiem lekkim „Kolberg”, a wkrótce potem na dużym dystansie do krążownika pancernego „Bajan”. Kilka minut później do boju włączyły się rosyjskie baterie nadbrzeżne. Niemiecki okręt otrzymał jedno trafienie pociskiem średniego kalibru w przedni komin, które jednak nie spowodowało żadnych poważniejszych strat. Po około 20 minutach artylerzyści „Von der Tanna” przerwali ogień, po zauważeniu przez obserwatorów na „Kolbergu” obiektu, uznanego za peryskop okrętu podwodnego. Ogółem wystrzelili 62 pociski kal. 280 mm oraz 80 kal. 150 mm. Prowadzone w dniach od 8 do 19 sierpnia 1915 roku działania floty niemieckiej nie przyniosły większego sukcesu, zaś obawa przed atakami obecnych na Bałtyku rosyjskich i brytyjskich okrętów podwodnych spowodowała ostatecznie jej wycofanie się po storpedowaniu „Moltke” przez brytyjski E1 rankiem 19 sierpnia.
Do końca 1915 roku „Von der Tann” brał jeszcze udział w wyjściach Hochseeflotte w dniach 11–12 września, 19–20 i 23–24 października. Na początku 1916 roku nastąpiła zmiana na stanowisku dowódcy Hochseeflotte: ciężko chorego admirała Hugo von Pohla (zmarł w szpitalu 23 lutego) zastąpił Reinhard Scheer, zwolennik ofensywnych działań ciężkich okrętów Kaiserliche Marine. Oznaczało to zmianę strategii niemieckiej na morzu. Według planów admirała Scheera lekkie siły oraz krążowniki liniowe 1. Grupy Rozpoznawczej dowodzonej przez kontradmirała Franza von Hippera miały swymi działaniami wywabić okręty Grand Fleet w morze, gdzie starłyby się z oczekującymi w zasadzce pancernikami Hochseeflotte. Korzystając z chwilowej przewagi Niemcy powinni zwyciężyć przeciwnika i uzyskać panowanie na morzu, niezbędne dla przełamania blokady alianckiej i przeprowadzenia zwycięskiej ofensywy lądowej na froncie zachodnim. Również na „Von der Tannie” nastąpiła zmiana dowódcy okrętu; nowym został Kapitän zur See Hans Zenker.
W dniach 3 i 4 lutego 1916 roku „Von der Tann” wchodził w skład zespołu floty osłaniającego powrót do Niemiec krążownika pomocniczego „Möwe”. Od 5 do 7 marca brał udział w przerwanej akcji przeciwko brytyjskiej żegludze na południe od Dogger Bank, w rejonie Hoofden. Kolejne dwa rejsy bojowe, bez kontaktu z przeciwnikiem, miały miejsce w dniach 17 (rajd na północ) i 22–24 kwietnia 1916 roku, w rejon Horns Rev. Niemcy zdecydowani byli jak najszybciej powtórzyć akcję przeciwko angielskim miastom. Krążowniki liniowe 1. Grupy Rozpoznawczej, dowodzonej w zastępstwie chorego admirała Hippera przez wiceadmirała Friedricha Bödickera, wyszły w morze z kotwicowiska u ujścia Jade rano 24 kwietnia 1916 roku. Celem było zbombardowanie Lowestoft i Great Yarmouth. Oba miasta nie zostały wybrane przypadkiem: Lowestoft było bazą brytyjskich sił minowych, w Yarmouth stacjonowały brytyjskie okręty podwodne. Zgodnie z planem, w ślad za krążownikami liniowymi podążały główne siły Hochseeflotte pod dowództwem admirała Scheera. Swoje pozycje na podejściach do baz brytyjskich zajęły także U-Booty, których zadaniem było meldowanie o ruchach Royal Navy oraz przeprowadzenie w sprzyjających warunkach ataków na wykryte jednostki.
W skład 1. Grupy Rozpoznawczej wchodziły krążowniki liniowe: flagowy „Seydlitz”, najnowszy „Lützow”, „Derfflinger”, „Moltke” i „Von der Tann”, osłaniane przez sześć krążowników lekkich i dwie flotylle torpedowców. W ślad za krążownikami liniowymi podążały główne siły Hochseeflotte pod dowództwem admirała Scheera, stanowiące daleką osłonę na wypadek kontrakcji okrętów brytyjskiej Grand Fleet. Po południu 24 kwietnia „Seydlitz” wszedł na minę, rozrywając kadłub na długości około 15 metrów i tracąc jedenastu zabitych członków załogi. Uszkodzony krążownik został odesłany do Wilhelmshaven w eskorcie dwóch niszczycieli, zaś pozostałe okręty kontynuowały operację. Admirał Bödicker przeniósł się ze swoim sztabem na „Lützowa”. „Von der Tann” i trzy pozostałe krążowniki liniowe 1. Grupy Rozpoznawczej rozpoczęły bombardowanie Lowestoft o godzinie 4.10 rano 25 kwietnia 1916 roku, niszcząc w ciągu dziesięciu minut około 200 domów, dwie baterie nadbrzeżne oraz zabijając trzech i raniąc dwunastu ludzi. Skuteczne zbombardowanie Great Yarmouth uniemożliwiła mgła, toteż niemieckie krążowniki oddały tylko kilka niecelnych salw. Interweniujące lekkie krążowniki brytyjskich sił Harwich Force zostały ostrzelane przez wycofujących się Niemców. Ostatecznie, pomimo znacznej przewagi, admirał Bödicker podjął decyzję o odwrocie, obawiając się ataków brytyjskich okrętów podwodnych, zaś siły główne admirała Scheera podążyły w ślad za nim. Jednostki Grand Fleet nie były w stanie doścignąć wycofujących się Niemców, zaś lekkie okręty nie zaryzykowały pościgu, słusznie obawiając się napotkania niemieckich pancerników. To kolejne bombardowanie angielskich miast wywołało panikę wśród Brytyjczyków i spowodowało podjęcie przez rząd decyzji o przebazowaniu części okrętów do portów na południu Anglii. Obydwie strony planowały przeprowadzenie kolejnych rajdów w najbliższym czasie, licząc na wciągnięcie nieprzyjaciela do walnej bitwy sił głównych, zwycięstwo w której miało zdecydować o panowaniu na morzu. „Von der Tann” wziął więc udział w kolejnym wypadzie na północ od Horns Rev 5 maja, nie napotykając tym razem przeciwnika.

### Bitwa jutlandzka

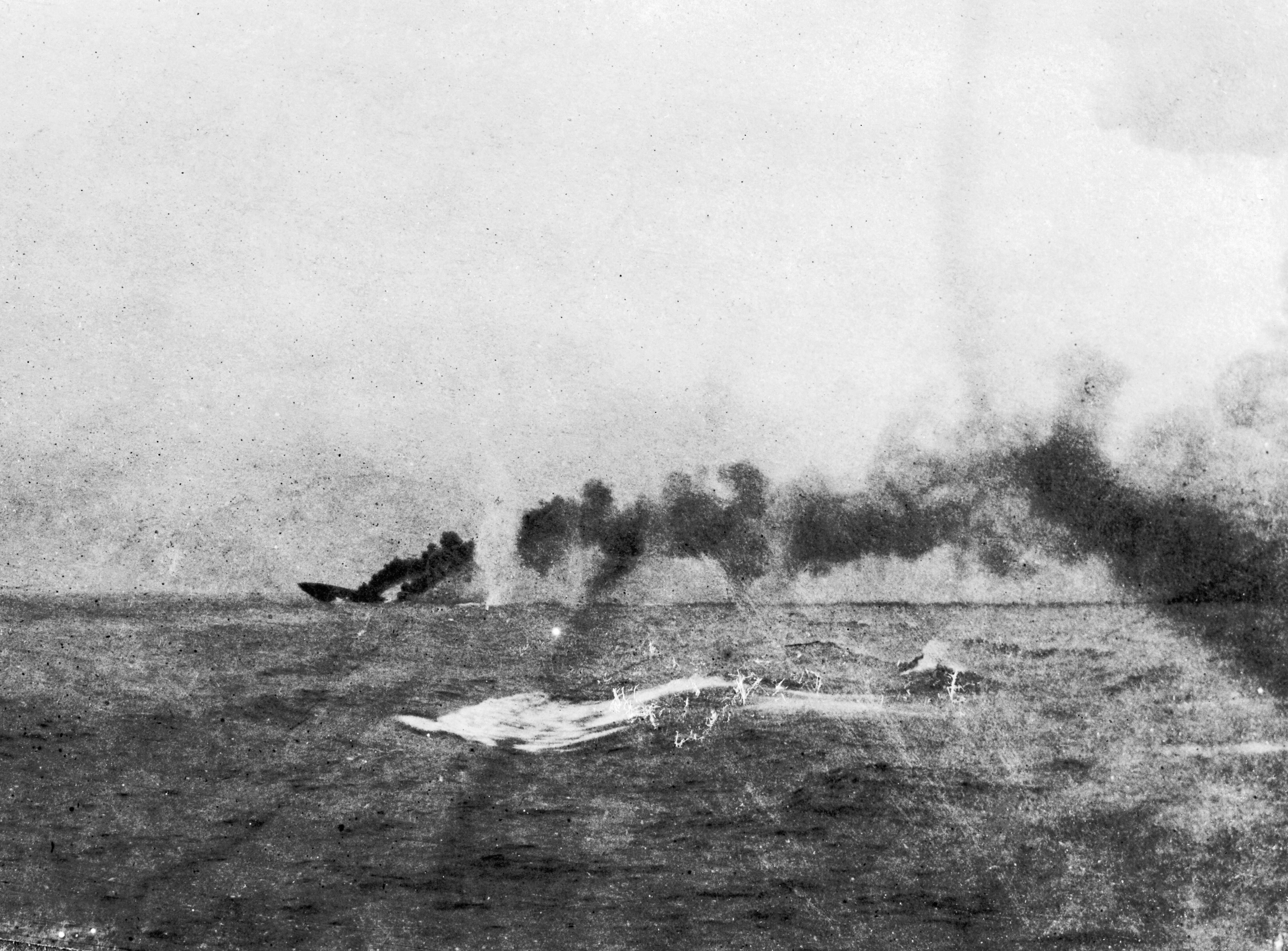
Zatopienie „Indefatigable”

31 maja i 1 czerwca 1916 roku „Von der Tann” uczestniczył w największej bitwie morskiej I wojny światowej, znanej jako bitwa jutlandzka, a w historiografii niemieckiej jako bitwa na Skagerraku. Doszło do niej na skutek spotkania się na morzu głównych sił morskich Niemiec i Wielkiej Brytanii. Niemieckie krążowniki liniowe 1. Grupy Rozpoznawczej, którym towarzyszyły mniejsze okręty, wyszły w morze z kotwicowiska u ujścia rzeki Jade o godzinie 2:00 (czasu środkowoeuropejskiego) w nocy 31 maja i skierowały się najpierw w stronę wybrzeży Norwegii, a następnie na Skagerrak, gdzie miały przeprowadzić działania przeciwko żegludze brytyjskiej. W przypadku napotkania przeważających sił miały się wycofać pod osłonę dział podążającej za nimi Hochseeflotte. „Von der Tann”, najstarszy i najsłabiej uzbrojony z krążowników liniowych 1. Grupy Rozpoznawczej, rozpoczął bitwę jako ostatni okręt szyku.
Krótko przed godziną 16:00 nastąpiło spotkanie krążowników admirała Hippera z podążającymi w ich kierunku brytyjskimi jednostkami 1. i 2. Eskadry Krążowników Liniowych dowodzonymi przez wiceadmirała Davida Beatty’ego. Niemieccy artylerzyści otworzyli ogień o godzinie 16:48. Na skutek nakazanego przez admirała Hippera podziału celów, „Von der Tann” starł się z „Indefatigable”, z którym porównywano go podczas rewii w Spithead w 1911 roku. Niemieccy artylerzyści wykazali swoją wyższość w pojedynku, trafiając w ciągu kilkunastu minut co najmniej pięcioma z 52 wystrzelonych pocisków kalibru 280 mm. Ich brytyjscy odpowiednicy nie trafili ani razu. Celne pociski niemieckie trafiły prawdopodobnie w okolicę barbety wieży rufowej brytyjskiego okrętu, wywołując eksplozję zgromadzonej tam amunicji i zniszczenie urządzenia sterowego, oraz w dziobową wieżę artyleryjską. O godzinie 17:02 „Indefatigable” został zniszczony w potężnej eksplozji i błyskawicznie zatonął wraz z 1024 osobami. Przeżyło jedynie dwóch marynarzy, uratowanych przez niemiecki niszczyciel S 16.
Przez kilka kolejnych minut „Von der Tann” toczył pojedynek ogniowy z krążownikiem liniowym „New Zealand”. Wkrótce dostał się pod celny ostrzał nadciągających na pole bitwy jednostek 5. Eskadry Pancerników Royal Navy. O 17:09 niemiecki okręt został po raz pierwszy trafiony pociskiem kalibru 381 mm z „Barhama”. Uderzył on w pancerz burtowy na rufie, rozbijając jedną z płyt pancernych i powodując dostanie się do wnętrza kadłuba około 600 ton wody. Artylerzyści „Von der Tanna” przenieśli ogień na nowego przeciwnika. O 17:23 kolejny ciężki pocisk, tym razem kalibru 343 mm z krążownika liniowego „Tiger” trafił w okolicę jednej z wież artyleryjskich na śródokręciu, wyłączając ją z akcji. O 17:26 zniszczeniu w wyniku trafień pociskami dużego kalibru uległ kolejny okręt admirała Beatty’ego: „Queen Mary”. „Von der Tann” zmieniał kurs, aby utrudnić celowanie brytyjskim artylerzystom, i ponownie przeniósł ogień na krążownik liniowy „New Zealand”. Następny celny pocisk wystrzelony z „Tigera” trafił o 17:51 w rejonie wieży dziobowej, powodując jej zacięcie w pozycji wychylonej na burtę. Kilkanaście minut później niezdolne do użytku z powodu przegrzania luf stały się pozostałe dwie wieże i „Von der Tann” czasowo został pozbawiony możliwości prowadzenia walki. Na skutek obciążenia kadłuba wodą przedostającą się przez naruszone poszycie prędkość okrętu spadła do 23 węzłów. Pomimo tego jego dowódca nie opuścił szyku. W tej fazie walki artyleria niemieckiego okrętu wystrzeliła 93 pociski kalibru 280 mm, uzyskując po jednym trafieniu na „Barhamie” i „New Zealand”.
W kolejnym etapie starcia obie strony przeprowadziły ataki torpedowe własnych niszczycieli i torpedowców, nie uzyskując większych sukcesów. Po nadciągnięciu na pole bitwy głównych sił Hochseeflotte, krążowniki liniowe admirała Beatty’ego zmuszone zostały do oderwania się od przeciwnika. Następnie jednostki 1. Grupy Rozpoznawczej starły się z krążownikami liniowymi 3. Eskadry Krążowników Liniowych kontradmirała Horacego Hooda, wysłanymi dla wsparcia admirała Beatty’ego. „Derfflinger” wraz z „Lützowem” rozpoczęły pojedynek artyleryjski z okrętem flagowym admirała Hooda, „Invincible”. O godzinie 19:33 jeden z niemieckich pocisków przebił pancerz wieży Q brytyjskiej jednostki, powodując eksplozję w komorach amunicyjnych i natychmiastowe przełamanie się i zatonięcie „Invincible”, z którego załogi ocalało jedynie sześciu marynarzy. Około 19:30 załodze „Von der Tanna” udało się uruchomić wieżę rufową i podjąć walkę. Po godzinie 20:00 krążowniki admirała Hippera otrzymały rozkaz przeprowadzenia kontrataku, mającego osłonić manewr odwrotu sił głównych Hochseeflotte. Dostawszy się pod ostrzał okrętów brytyjskich, Niemcy ponieśli bardzo ciężkie straty. Ciężko uszkodzony został okręt flagowy admirała Hippera, „Lützow” (zatopiony po bitwie przez niemiecki niszczyciel G 38). Zmusiło to głównodowodzącego do zmiany okrętu, a na ten czas kierowanie atakiem przejął dowódca „Derfflingera”. Admirał Hipper wybrał na swój nowy okręt flagowy „Moltke”, który pozostawał w najlepszym stanie spośród wszystkich niemieckich krążowników liniowych, i dowodził z jego pokładu do końca bitwy. Także „Von der Tann” nie uniknął strat podczas desperackiego ataku. O 20:19 okręt otrzymał czwarte trafienie, pociskiem kalibru 381 mm z pancernika „Revenge” w rufową wieżę dowodzenia. Jego odłamki zabiły między innymi trzeciego oficera artyleryjskiego i dwóch dalmierzystów, raniąc pozostałych członków obsady wieży. Do końca bitwy „Von der Tann” prowadził ogień do drednota „Malaya” i brytyjskich niszczycieli (podczas nocnych ataków jeden z nich, „Moresby”, wystrzelił torpedy, które przecięły kurs niemieckiego krążownika przed dziobem, zmuszając go do gwałtownego manewru celem uniknięcia trafienia), od godziny 21:00 już z trzech wież artylerii głównej, przynajmniej częściowo uruchomionych wysiłkiem załogi. Ogółem jego artyleria wystrzeliła 170 pocisków z dział kalibru 280 mm i 98 z dział 150 mm, te ostatnie w większości do lżejszych jednostek przeciwnika.
Straty wśród niemieckich marynarzy wyniosły 11 zabitych i 35 rannych. Po bitwie okręt, płynący z nieznacznym przechyłem na prawą burtę i maksymalną prędkością 18 węzłów, dotarł do Wilhelmshaven i 2 czerwca został skierowany na remont, trwający do 29 lipca. Do linii powrócił 2 sierpnia, po usunięciu wykrytych w czasie strzelań próbnych problemów z mechanizmami dziobowej wieży artyleryjskiej.

### Od bitwy jutlandzkiej do zakończenia wojny
W połowie sierpnia 1916 roku Niemcy po raz kolejny spróbowali wywabić w morze część Grand Fleet i zniszczyć ją, wykorzystując chwilową przewagę. 18 sierpnia wyszły w morze dwa jedyne zdolne do działań krążowniki liniowe 1. Grupy Rozpoznawczej: „Moltke” i „Von der Tann”, wzmocnione na tę okazję drednotami „Markgraf”, „Großer Kurfürst” i „Bayern”. Celem miało być bombardowanie Sunderlandu. W ślad za zespołem admirała Hippera podążały znów główne siły Hochseeflotte admirała Scheera. Dowództwo Royal Navy, uprzedzone o ruchach floty niemieckiej przez własny wywiad radiowy, wysłało naprzeciw Niemcom główne siły Grand Fleet, jednak obie floty rozminęły się na morzu w odległości około 40 mil morskich. Po zorientowaniu się o obecności w pobliżu brytyjskich okrętów, admirał Scheer dał rozkaz odwrotu i ostatecznie cała akcja nie doszła do skutku. Podobne akcje, również bez rezultatów, odbyły się jeszcze w dniach 25–26 września, dwa razy w październiku 1916 roku: 18–19 i 23–24, oraz w dniach 23–24 marca roku następnego. W tym okresie na krążowniku dwukrotnie ulegały awariom turbiny parowe, co powodowało konieczność odstawienia jednostki do stoczni w terminach od 13 listopada do 29 grudnia 1916 roku i od 31 maja do 22 czerwca 1917 roku. 15 października 1916 roku swą flagę na „Von der Tannie” podniósł wiceadmirał Friedrich Bödicker, mianowany drugim admirałem 1. Grupy Rozpoznawczej. 27 kwietnia 1917 roku nowym dowódcą okrętu został Kapitän zur See Konrad Mommsen, 13 lipca 1918 roku zastąpił go Kapitän zur See Carl Feldman. Z kolei 21 stycznia 1918 roku nowym drugim admirałem został Ludwig von Reuter.
Od końca 1917 roku lekkie siły Kaiserliche Marine z sukcesami rozpoczęły zwalczanie brytyjskich konwojów do neutralnej Norwegii. Zaniepokojony tym ówczesny dowódca Grand Fleet, admirał David Beatty, zdecydował, że ważne konwoje będą dodatkowo osłaniane przez wydzieloną eskadrę okrętów liniowych. Stworzyło to jednostkom Hochseeflotte okazję do przechwycenia i zniszczenia takiej eskadry, korzystając z chwilowej przewagi liczebnej. Plan wiceadmirała Hippera polegał na przeprowadzeniu ataku na konwój przez krążowniki liniowe 1. Grupy Rozpoznawczej, które miały następnie wciągnąć ścigające je okręty brytyjskie pod ogień oczekujących w zasadzce niemieckich sił głównych. Flota niemiecka, prowadzona przez najnowszy krążownik liniowy Kaiserliche Marine, „Hindenburg”, opuściła kotwicowiska rankiem 23 kwietnia 1918 roku. Już w godzinę później z jej składu ubyły dwie jednostki. „Moltke” doznał poważnej awarii urządzeń napędowych i niezdolny do samodzielnego poruszania się, został wzięty na hol i odprowadzony do bazy przez pancernik „Oldenburg”. Pozostałe okręty kontynuowały akcję, w tym „Von der Tann” pod flagą kontradmirała von Reutera, ale pomimo dwudniowych poszukiwań nie udało im się przechwycić żadnego konwoju i w dniu 25 kwietnia wszystkie powróciły do baz. Podobny, równie bezowocny wypad przeprowadzono w lipcu. W sierpniu 1918 roku admirał Hipper został nowym głownodowodzącym Hochseeflotte, a jego miejsce dowódcy 1. Grupy Rozpoznawczej zajął kontradmirał von Reuter. Nie wyznaczono nowego drugiego admirała, ale na „Von der Tannie” pozostał jego sztab, a obowiązki zostały przeniesione na dowódcę okrętu, komandora Feldmana.
W październiku 1918 roku Cesarstwo Niemieckie znalazło się w bardzo trudnej sytuacji. Zwycięska ofensywa Ententy, wycofywanie się z działań wojennych kolejnych sprzymierzeńców oraz rewolucyjne wrzenie w samych Niemczech, spowodowały podjęcie przez nowego kanclerza, księcia Maksymiliana Badeńskiego rozmów o zawieszeniu broni z aliantami. Reakcją dowodzącego od sierpnia 1918 roku Kaiserliche Marine admirała Reinharda Scheera, niewyrażającego (podobnie jak większość dowództwa armii i floty niemieckiej) zgody na zaprzestanie działań wojennych, było opracowanie planu decydującej bitwy morskiej z brytyjską Royal Navy. Miał go wykonać admirał Franz von Hipper z podległą mu Hochseeflotte. Okręty admirała Hippera, z „Von der Tannem”, wyszły na redę bazy w Wilhelmshaven w nocy z 29 na 30 października 1918 roku. Jednak niemieccy marynarze nie zamierzali brać udziału w tej, w zasadzie samobójczej misji i odmówili wykonywania rozkazów. W obliczu otwartej rewolty admirał Hipper nakazał okrętom powrót do portów w Wilhelmshaven i Kilonii. Od tej pory „Von der Tann” pozostawał na redzie aż do zakończenia działań wojennych.

### Internowanie w Scapa Flow i samozatopienie

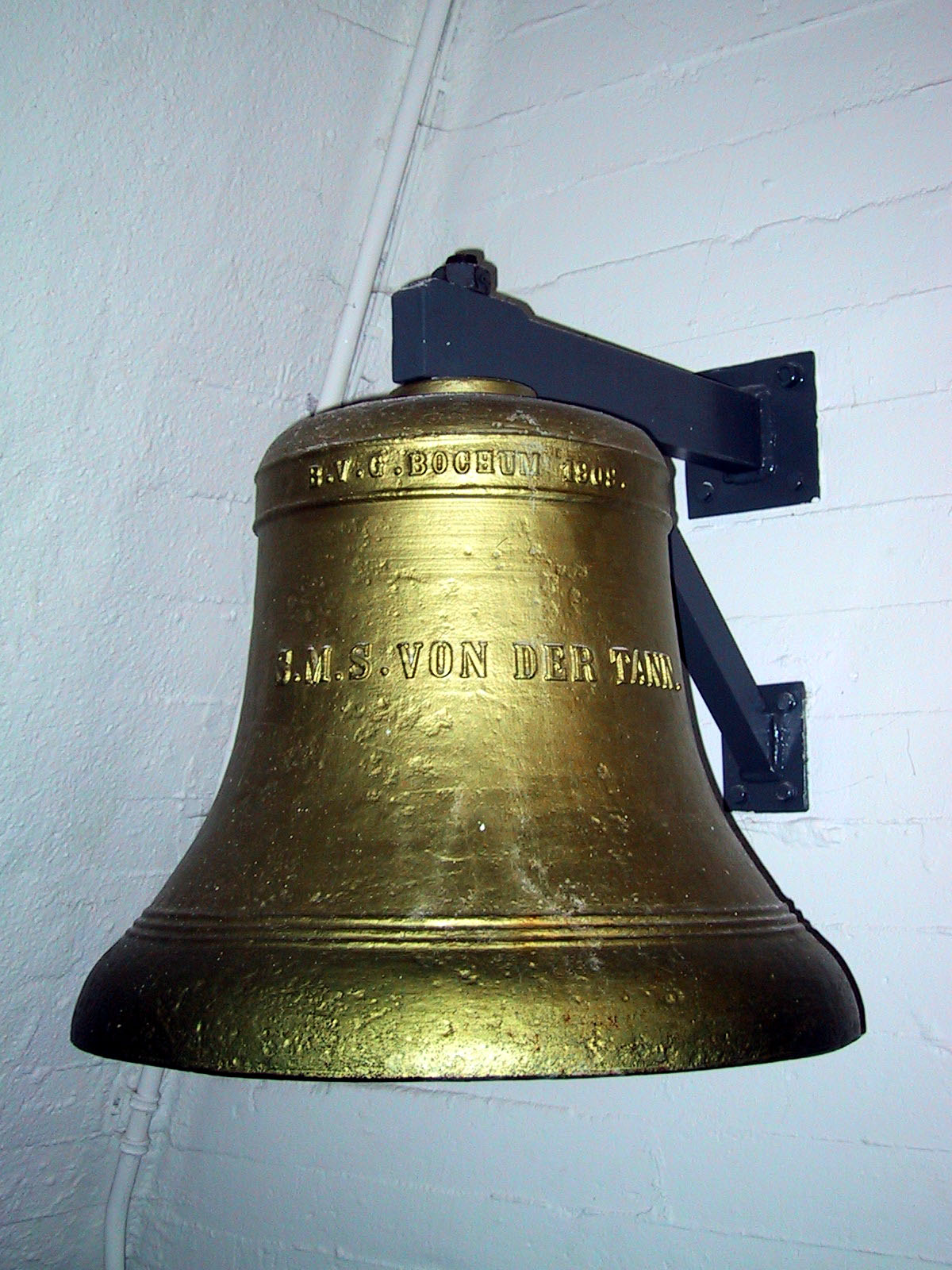
Dzwon okrętowy „Von der Tanna”, eksponowany w mauzoleum w Laboe

Ostatecznie Niemcy zgodziły się na podpisanie 11 listopada 1918 roku rozejmu w Compiègne, kończącego I wojnę światową. Na mocy tego traktatu okręty Kaiserliche Marine miały zostać rozbrojone i poddane kontroli sprzymierzonych. U-Booty miały zostać wydane ostatecznie i bez prawa do zwrotu, natomiast jednostki nawodne poddane internowaniu na czas trwania rozmów pokojowych. Prezydent Stanów Zjednoczonych Woodrow Wilson proponował przekazanie rozbrojonej floty niemieckiej pod nadzór któregoś z państw neutralnych, między innymi Hiszpanii, Holandii i Norwegii, które miały techniczne możliwości przyjęcia tak dużej ilości jednostek w swoich portach. Ostatecznie aktualna stała się oferta brytyjska, wskazująca na kotwicowisko Royal Navy w Scapa Flow na Orkadach jako miejsce postoju internowanej Hochseeflotte. W wyniku negocjacji pomiędzy przedstawicielami marynarek wojennych Wielkiej Brytanii i Niemiec ustalono listę internowanych okrętów. Znajdował się na niej również „Von der Tann”. Niemieckie okręty, rozbrojone i z minimalnymi zapasami paliwa i żywności, wyszły w morze 19 listopada 1918 roku pod dowództwem kontradmirała Ludwiga von Reutera, by po spotkaniu z silnym zespołem Royal Navy, wzmocnionym na tę okazję okrętami US Navy i francuskiej Marine nationale, wpłynąć do Firth of Forth. Po przeprowadzeniu kontroli stanu rozbrojenia okręty zostały przebazowane do Scapa Flow. Dowódcą „Von der Tann” podczas internowania został Kapitänleutnant Karl-Friedrich Wollanke.
W trakcie pobytu na internowaniu Ludwig von Reuter coraz wyraźniej zdawał sobie sprawę, że powrót choćby części powierzonych mu okrętów do kraju jest niemożliwy. W związku z tym i w obliczu zbliżającego się dnia wygaśnięcia obowiązywania zawieszenia broni, niemiecki dowódca zdecydował się postąpić zgodnie z rozkazem cesarza, mówiącym, że żaden niemiecki okręt nie może się dostać w ręce wroga. 21 czerwca 1919 roku kontradmirał wydał rozkaz o samozatopieniu. „Von der Tann” zatonął o godzinie 14:15, z powiewającą na maszcie banderą cesarską. Jego marynarze zostali potraktowani jako jeńcy wojenni i osadzeni w obozach, skąd powrócili do kraju dopiero na początku 1920 roku.
Wrak krążownika spoczywał stępką do góry, z przechyłem na prawą burtę, na średniej głębokości 27 metrów w pobliżu niewielkiej wysepki Cava w obrębie kotwicowiska Scapa Flow. W latach 20. prawa do jego wydobycia, wraz z innymi okrętami, zakupiła należąca do Ernesta Coxa firma Cox & Danks. Prace przy podnoszeniu wraku rozpoczęły się w sierpniu 1930 roku i nie przebiegały bez trudności: trzech robotników omal nie straciło życia na skutek wypadków przy obsłudze palników acetylenowo-tlenowych. Ostatecznie „Von der Tann” został wydobyty 7 grudnia 1930 roku, a 5 lutego 1931 roku osadzony na mieliźnie u brzegu wysepki Cava. Następnie przeholowano go do Rosyth i zezłomowano w latach 1931–1934.